# Aeroflot-Flug 558
Am 31. August 1972 brach auf einer Iljuschin Il-18, die auf dem innersowjetischen Linienflug Aeroflot-Flug 558 von Qaraghandy nach Moskau flog, ein Feuer aus. Beim Versuch einer Notlandung in Magnitogorsk starben alle 102 Insassen.

## Flugzeug und Besatzung
Das Flugzeug war eine ca. 10 Jahre alte Iljuschin Il-18W (Luftfahrzeugkennzeichen: CCCP-74298, Werknummer:182004505), die mit 4 Triebwerken des Typs Iwtschenko AI-20 ausgestattet war und seit dem 29. März 1962 bis zum Unfall 10.798 Flugstunden und 4.249 Flugzyklen absolviert hatte.
Zur Besatzung gehörten:
- Der 1933 geborene Flugkapitän Wladimir Iwanowitsch Ischutin
- Der 1937 geborene Erste Offizier Wjatscheslaw Wadimowitsch Tichozki
- Der 1927 geborene Flugingenieur Jewgeni Michailowitsch Prokopow
- Der 1932 geborene Navigator  Alexander Andrejewitsch Dubolasow
- Der 1937 geborene Funker Nikolai Stepanowitsch Laptjajew

sowie die Flugbegleiter(innen)
- Der 1949 geborene Anatoli Alexandrowitsch Korschunow
- Der 1945 geborene Anatoli Dmitrijewitsch Kusowljow
- Die 1938 geborene Julia Iwanowna Sawtschenkowa
- Die 1949 geborene Ljudmila Nikolajewna Krjutschkowa

## Verlauf
Die Il-18 hob um 8:31 Uhr in Qaraghandy ab. An Bord waren neben den 9 Besatzungsmitgliedern 93 Passagiere, darunter 11 Kinder. Um 9:57 Uhr flog das Flugzeug auf Kurs 295° (Nordwest) auf einer Höhe vom 7.200 m  bei Troizk in den Luftraum Tscheljabinsk ein. Die Piloten meldeten, Magnitogorsk voraussichtlich um 10:11 Uhr zu überfliegen.
Kurz darauf erbaten sie um 10:08:20 Uhr, 45 km vor Magnitogorsk, die Freigabe zum Notsinkflug und zur Notlandung am dortigen Flughafen. Sie meldeten;„У нас неисправность в багажнике, дым большой“ („Wir haben ein Problem im Frachtraum, viel Rauch“). Da die Il-18 zum Beginn des Sinkflugs nur 35 km vom Flughafen entfernt war, mussten die Piloten mehrere Kurven fliegen, um Höhe und Geschwindigkeit abzubauen und die Landung vorzubereiten. Der Fluglotse übergab die Verantwortung an den Lotsen in Magnitogorsk, als es auf 4.800 m gesunken war. Um 10:10:26 Uhr nahmen die Piloten Funkkontakt zum dortigen Fluglotsen auf: „Экстренная посадка у вас, у нас пожар во втором багажнике“ („Notlandung bei Ihnen; im Frachtraum Nr. 2 ist ein Feuer“) und erhielten die Freigabe zum weiteren Sinken.
Um 10:12:32 Uhr flogen die Piloten auf 2.400–2.700 m Höhe eine Rechtskurve, von 295° (Nordosten) auf 180° (Süden), 28–30 km vom Flughafen entfernt, um auf 600 m zu sinken. Noch in der Kurve bekamen sie vom Lotsen gefunkt, sie sollten Kurs 135° (Südosten) nehmen, was sie bestätigten, ebenso, als der Lotse sie wiederum anwies, auf Kurs 185° zu fliegen. Anstatt die Kurve zu fliegen, entfernten sie sich wieder vom Flughafen, was dem Lotsen auffiel und er den Piloten meldete. Diese wiederum setzen um 10:15:32 Uhr „Большой дым в кабине, очень большой“ („Im Cockpit ist Rauch, sehr viel“) sowie um 10:16:19 Uhr „Прощайте“ („Auf Wiedersehen“) sowie um 10:16:37 Uhr einen weiteren, jedoch unverständlichen Funkspruch ab. Es folgte keine Antwort, als der Fluglotse die Piloten anwies, den Kurs zu ändern. Zwischendurch hatte sich die Il-18 um 10:15:50 Uhr dem Boden gefährlich angenähert, woraufhin die Triebwerke auf Startleistung gebracht und das möglicherweise ausgefahrene Fahrwerk wieder eingefahren wurde. Kurz nach den Abschiedsworten stieg die Maschine innerhalb von 35 s um 1.300–1.400 m. Parallel flohen die Passagiere vor dem Feuer zum vorderen Kabinenteil, weswegen sich der Schwerpunkt gefährlich weit nach vorne verschob. Selbst wenn die Piloten es bis zur Landebahn geschafft hätten, wäre eine (sichere) Landung mit ausgefahrenen Landeklappen nicht garantiert gewesen. In diesem Fall bewirkte der verschobene Schwerpunkt einen Sinkflug, der steiler wurde. Währenddessen wurden die Schubhebel um 10:18 Uhr auf Leerlauf gesetzt, bevor das Flugzeug um 10:19:33 Uhr ohne Querneigungswinkel und ohne Nickwinkel mit 370 km/h aufschlug. Sowohl das Fahrwerk als auch die Landeklappen waren eingefahren.
Zu diesem Zeitpunkt, so zeigten es die Obduktionen, waren bereits alle Passagiere an Kohlenstoffmonoxid erstickt, während sowohl Kapitän Ischutin, der Erste Offizier Tichozki und Navigator Dubolasow noch lebten. Das 400 m × 100 m große Trümmerfeld wurde schließlich in einem gepflügten Feld zwischen den umliegenden Dörfern Pokrowka und Smelowski gefunden, 23 km nördlich von Magnitogorsk.

## Ermittlungen
Die Piloten flogen den Sinkflug dem Flughandbuch zunächst vorschriftsgemäß. Um 10:14 Uhr waren sie auf 600 m Höhe gesunken sowie 15 km und damit ca. 3 Flugminuten vom Flughafen entfernt. Doch aufgrund des Feuers und des Rauchs, der ins Cockpit zog, wurden sie zunehmend handlungsunfähig, weswegen sie die letzte Kurve verpassten, die sie auf Landekurs (185°) gebracht hätte. In den 5½ min vor dem Aufprall kam es auf den zurückgelegten 40 km Flugstrecke zu großen Schwankungen bei der Höhe, dem Querneigungswinkel und den einwirkenden g-Kräften (beim Abfangen kurz vor dem Steigflug trat eine Kraft von mehr als 2g auf). An der Außenhaut waren Spuren von Ruß hinter dem Entlüftungsventil der Passagierkabine, was auf einen hohen Anteil in der Luft schließen ließ. An den Stangen für die Seitenrudersteuerung, die über dem Frachtraum Nr. 2 verlaufen, waren wiederum starke Hitzeschäden. Im Gepäck wurden vier unbeschädigte Knallkörperpackungen, 7 Leuchtmunitionshülsen und eine unbekannte entflammbare Substanz gefunden.
Die Ermittler schlossen daraus, dass es im Gepäck zur Selbstentzündung kam, da es bei der Il-18 niemals ein Feuer in Frachtraum Nr. 2 wegen eines Technikfehlers an Bord gab. So traten zwischen 1970 und 1972 vier Fälle spontaner Selbstentzündung beim Be- und Entladen auf.